# Jessica Cumming
Jessica Cumming, nata Reedy (Wilton, 4 giugno 1983) è un'ex sciatrice freestyle statunitense.

## Palmarès

### Winter X Games
- 1 medaglia:
  - 1 bronzo (superpipe ad Aspen 2009)

### Coppa del Mondo
- Miglior piazzamento in classifica generale: 32ª nel 2007
- Vincitrice della Coppa del Mondo di halfpipe nel 2007
- 2 podi:
  - 1 vittoria
  - 1 terzo posto

#### Coppa del Mondo - vittorie
| Data             | Luogo | Paese  | Disciplina |
| ---------------- | ----- | ------ | ---------- |
| 23 febbraio 2007 | Apex  | Canada | HP         |

Legenda:

HP = Halfpipe